# Leistungsfähige kreisangehörige Gemeinde
Eine leistungsfähige kreisangehörige Gemeinde ist in Bayern eine Gemeinde, der durch Rechtsverordnung (Zuständigkeitsverordnung im Bauwesen, GVBl. 1994, S. 537, BayRS 2130-3-I) bestimmte Aufgaben der unteren Bauaufsichtsbehörde (Baupolizeibehörde) namens des Staates als eigene Zuständigkeit (übertragener Wirkungskreis) übertragen wurden.

## Arten
Es werden zwei Gruppen von besonders leistungsfähigen kreisangehörigen Gemeinden unterschieden:

- Große Delegationsgemeinden
Ihnen sind alle Zuständigkeiten der unteren staatlichen Bauaufsichtsbehörde namens des Staates übertragen sowie
- Kleine Delegationsgemeinden
Ihnen ist nur die Zuständigkeit der unteren staatlichen Bauaufsichtsbehörde für Vorhaben geringer Schwierigkeit namens des Staates übertragen.

Neben Aufgaben der unteren Bauaufsichtsbehörde sind den leistungsfähigen kreisangehörigen Gemeinden auch noch die Aufgaben der unteren Wasserbehörde übertragen (Art. 63 Abs. 1 Satz 3 BayWG). Bei der Übertragung der Zuständigkeit auf die Gemeinde werden Gemeinden, denen die Aufgaben der unteren Bauaufsichtsbehörde nur für Vorhaben geringer Schwierigkeit übertragen worden sind, auch die wasserbehördlichen Zuständigkeiten nur insoweit zugewiesen; im Übrigen ist das Landratsamt als Kreisverwaltungsbehörde die Wasserbehörde (Art. 63 Abs. 1 Satz 2 BayWG). Ist die Gemeinde für alle Vorhaben die untere Bauaufsichtsbehörde, so sind ihre Aufgaben auf dem Gebiet der Bauaufsicht und des Wasserrechts mit den Großen Kreisstädten in Bayern vergleichbar. Große Kreisstädte sind auf Grundlage der Verordnung über Aufgaben der Großen Kreisstädte (GrKrV) darüber hinaus jedoch auch für die Bereiche der unteren Straßenverkehrsbehörde, des Gaststättenrechts und einzelne Aufgaben nach der Gewerbeordnung zuständig. 

## Große Delegationsgemeinden
Mit Ausnahmen von Garmisch-Partenkirchen und Vaterstetten sind dies alles Städte. Alle Aufgaben der unteren Baubehörde übernehmen die oder der
- Stadt Alzenau,
- Stadt Burghausen,
- Stadt Feuchtwangen,
- Stadt Friedberg,
- Markt Garmisch-Partenkirchen,
- Stadt Sulzbach-Rosenberg,
- Gemeinde Vaterstetten sowie die
- Stadt Waldkraiburg[3]

## Kleine Delegationsgemeinden
Auf die folgenden fünf Städte sind Aufgaben der unteren Baubehörde von geringer Schwierigkeit übertragen:
- Stadt Neustadt a.d. Aisch,
- Stadt Pfaffenhofen a.d. Ilm,
- Stadt Waldsassen,
- Stadt Bad Wörishofen und
- Stadt Wunsiedel.[3]